# Robot równoległy

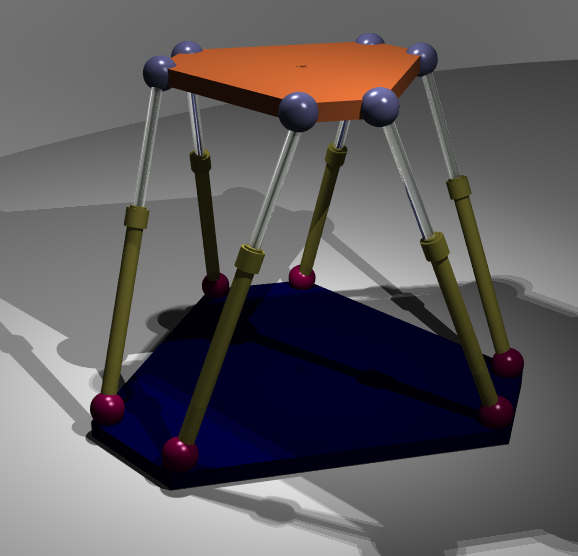
Wizualizacja robota typu hexapod.

Robot równoległy – robot, którego człony tworzą zamknięty łańcuch kinematyczny. Zwykle są to roboty trój- lub sześcioczłonowe, zwane odpowiednio tripodami oraz hexapodami. Istnieją też modele złożone z czterech członów.

## Budowa
Poszczególne człony robota równoległego są zazwyczaj krótkie i dzięki temu sztywne. Błędy pozycjonowania w jednym łańcuchu są uśredniane w połączeniu z innymi, a nie kumulowane – jak ma to miejsce w strukturze szeregowej. Wraz ze wzrostem ilości członów, wzrasta też sztywność manipulatora. Roboty tego typu oferują też zazwyczaj lepszą powtarzalność niż konstrukcje o strukturze otwartej.

## Zastosowanie
Roboty równoległe najczęściej stosowane są w symulatorach – zarówno lotniczych jak i samochodowych. Są także używane do paletyzacji czy też operacjach typu pick and place. Istnieją także specjalistyczne konstrukcje – wykorzystywane w medycynie czy też biologii (np. do operacji na komórkach).

## Napęd
W robotach równoległych stosowane są wszystkie typowe rodzaje napędów, które można znaleźć w innych robotach przemysłowych.
- Pneumatyczne – nośnikiem energii jest sprężone powietrze.
- Hydrauliczne – nośnikiem energii jest ciecz.
- Elektryczne – poruszanie członów następuje przy pomocy liniowych siłowników elektrycznych.